# Keiji Matsumoto
Keiji Matsumoto (松本 恵二 Matsumoto Keiji?,  Kyoto, 26 de diciembre de 1949 – Kyoto, 17 de mayo de 2015) fue un piloto de automovilismo japonés que compitió en el principal campeonato japonés de monoplazas, la actual Super Formula, entre 1976 y 1992. En su un paso por la Fórmula 2 japonesa, ganó el campeonato en 1979 y subcampeón en 1982 y 1985 por detrás del futuro piloto Fórmula 1 Satoru Nakajima.

## Biografía
Matsumoto consiguió 11 victorias y 29 podios, en 129 carreras, lo que lo colocó tercero en todos los tiempos en la carrera de la Super Fórmula detrás de sus pilotos generacionales Kazuyoshi Hoshino y Kunimitsu Takahashi. En una rara incursión en el extranjero en 1981, también participó en el Donington 50.000, en el Campeonato europeo de Fórmula Dos, acabando en el 15º lugar. Hasta 1989, también hizo probaturas en las carreras de coches deportivos japoneses, ganando las 6 Horas de Fuji en 1983, y la Fuji 1000 km en 1985 y 1989. En la victoria de 1985, Matsumoto, Hoshino, y Akira Hagiwara se convirtieron en los primeros pilotos japoneses en ganar en la Campeonato Mundial de Sport Prototipos; Matsumoto también compitió en las 24 Horas de Le Mans de 1987 junto a Hoshino y Kenji Takahashi como conductor oficial de Nissan.
Matsumoto fue la primera cara pública de Cabin Racing, iniciada por Japan Tobacco en 1986, y su aparición en anuncios de televisión le atrajo una amplia popularidad. Después de retirarse, se mantuvo activo en la escena del automovilismo japonés y fue entrenador de pilotos para Shintaro Kawabata, Ryo Michigami, Shinji Nakano y Juichi Wakisaka, entre otros.
Matsumoto murió el 17 de mayo de 2015 después de muchos años sufriendo cirrosis.

## Resultados

### Fórmula 2000 Japonesa/Fórmula 2 Japonesa/Fórmula 3000 Japonesa
(Clave) (negrita indica pole position) (cursiva indica vuelta rápida)

| Año  | Equipo                  | 1       | 2       | 3       | 4       | 5       | 6       | 7       | 8       | 9      | 10      | 11      | Pos. | Puntos  |
| ---- | ----------------------- | ------- | ------- | ------- | ------- | ------- | ------- | ------- | ------- | ------ | ------- | ------- | ---- | ------- |
| 1976 | Matsumoto Racing Union  | FUJ     | SUZ Ret | FUJ     | SUZ 8   | SUZ Ret |         |         |         |        |         |         | 17.º | 3       |
| 1977 | Matsumoto Racing Union  | SUZ 7   | SUZ 5   | MIN 3   | SUZ 6   | FUJ 9   | FUJ 10  | SUZ 7   | SUZ Ret |        |         |         | 9.º  | 32 (34) |
| 1978 | Matsumoto Racing Union  | SUZ 7   | FUJ 4   | SUZ 6   | SUZ 4   | SUZ 9   | MIN 2   | SUZ 11  |         |        |         |         | 5.º  | 50 (60) |
| 1979 | Diatone Racing          | SUZ 9   | MIN 1   | SUZ 3   | FUJ 1   | SUZ 5   | SUZ 1   | SUZ 5   |         |        |         |         | 1.º  | 79 (90) |
| 1980 | Diatone Racing          | SUZ 6   | MIN 3   | SUZ Ret | SUZ Ret | SUZ 1   | SUZ 4   |         |         |        |         |         | 4.º  | 42      |
| 1981 | DHL Team Le Mans        | SUZ 1   | SUZ 11  | SUZ 2   | SUZ 9   | SUZ Ret |         |         |         |        |         |         | 4.º  | 37      |
| 1982 | Team LeMans             | SUZ 2   | FUJ 4   | SUZ 2   | SUZ 2   | SUZ 7   | SUZ Ret |         |         |        |         |         | 2.º  | 55 (59) |
| 1983 | Team LeMans             | SUZ 5   | FUJ DSQ | MIN Ret | SUZ 1   | SUZ Ret | FUJ 10  | SUZ 7   | SUZ 8   |        |         |         | 8.º  | 36      |
| 1984 | Team LeMans             | SUZ 3   | FUJ Ret | MIN 9   | SUZ 3   | SUZ 15  | FUJ 8   | SUZ Ret | SUZ 4   |        |         |         | 5.º  | 39      |
| 1985 | Team LeMans             | SUZ 1   | FUJ 6   | MIN Ret | SUZ 3   | SUZ 9   | FUJ 6   | SUZ 5   | SUZ 2   |        |         |         | 2.º  | 67 (69) |
| 1986 | Cabin Racing            | SUZ 1   | FUJ 5   | MIN 1   | SUZ 5   | SUZ 5   | FUJ 5   | SUZ Ret | SUZ Ret |        |         |         | 4.º  | 72      |
| 1987 | Cabin Racing            | SUZ 13  | FUJ 3   | MIN 3   | SUZ 4   | SUZ 4   | SUG 3   | FUJ Ret | SUZ 4   | SUZ 3  |         |         | 4.º  | 78      |
| 1988 | Meiju Racing            | SUZ 13  | FUJ 6   | MIN Ret | SUZ Ret | SUG     | FUJ Ret | SUZ 16  | SUZ Ret |        |         |         | 12.º | 1       |
| 1989 | Wacoal Dome Racing Team | SUZ 14  | FUJ 6   | MIN 6   | SUZ Ret | SUG Ret | FUJ 6   | SUZ 6   | SUZ Ret |        |         |         | 14.º | 4       |
| 1990 | Dome                    | SUZ 3   | FUJ Ret | MIN 1   | SUZ 1   | SUG Ret | FUJ 14  | FUJ Ret | SUZ 7   | FUJ 13 | SUZ Ret |         | 4.º  | 22      |
| 1991 | Dome                    | SUZ Ret | AUT Ret | FUJ 2   | MIN Ret | SUZ Ret | SUG Ret | FUJ 24  | SUZ 12  | FUJ C  | SUZ 18  | FUJ Ret | 12.º | 6       |
| 1992 | Dome                    | SUZ 13  | FUJ Ret | MIN Ret | SUZ Ret | AUT Ret | SUG Ret | FUJ 9   | FUJ Ret | SUZ 9  | FUJ 14  | SUZ NC  | 25.º | 0       |